# Вайдаг сан-томейський
Вайда́г сан-томейський (Euplectes aureus) — вид горобцеподібних птахів ткачикових (Ploceidae). Мешкає у Сан-Томе і Принсіпі та в Анголі.

## Опис
Довжина птаха становить 12 см, вага 25 г. У самців під час сезону розмноження забарвлення переважно чорне, спина золотисто-жовта, пера на крилах мають білі края. У самиць і самців під час негніздового періоду верхня частина тіла чорнувата, пера на ній мають рудувато-коричневі або оранжево-охристі края, груди і боки рудуваті.

## Поширення і екологія
Сан-томейські вайдаги мешкають на острові Сан-Томе а також в прибережних районах центральної Анголи, від Луанди до Бенгели. Вони живуть на луках, в саванах, в чагарникових і акацієвих заростях та в садах. Зусрічаються зграйками, на висоті до 300 м над рівнем моря. Живляться переважно насінням трав, а також комахами. Сан-томейським вайдагам притаманна полігінія, коли на одного самця припадає кілька самиць. Вони гніздяться невеликими, розрідженими колоніями до 10 птахів. В кладці 2-3 білих, поцяткованих чорними плямками яйця. Інкубаційний період триває 13-14 днів, пташенята покидають гніздо через 15-21 день після вилуплення.